# Frankfort Springs, Pennsylvania
Frankfort Springs là một thị trấn thuộc quận Beaver, tiểu bang Pennsylvania, Hoa Kỳ. Năm 2010, dân số của thị trấn này là 130 người.